# Josep Graells
Josep Graells (ur. 1 lutego 1964 w Les Escaldes) – andorski biegacz średniodystansowy, olimpijczyk. Brał udział w igrzyskach w roku 1988 (Seul). Nie zdobył żadnych medali.

## Letnie Igrzyska Olimpijskie 1988 w Seulu
| Konkurencja | Eliminacje | Eliminacje        | Ćwierćfinały          | Ćwierćfinały          | Półfinały             | Półfinały             | Finał                 | Finał                 |
| Konkurencja | Czas       | Miejsce           | Czas                  | Miejsce               | Czas                  | Miejsce               | Czas                  | Miejsce               |
| ----------- | ---------- | ----------------- | --------------------- | --------------------- | --------------------- | --------------------- | --------------------- | --------------------- |
| 800 metrów  | 1:53,34    | 7. w swoim biegu  | → Nie awansował dalej | → Nie awansował dalej | → Nie awansował dalej | → Nie awansował dalej | → Nie awansował dalej | → Nie awansował dalej |
| 1500 metrów | 3:52,68    | 11. w swoim biegu | → Nie awansował dalej | → Nie awansował dalej | → Nie awansował dalej | → Nie awansował dalej | → Nie awansował dalej | → Nie awansował dalej |